# Ijahman
Ijahman Levi, nascido Trevor Sutherland  (Manchester, Jamaica, 21 de junho de 1946) é um famoso cantor de reggae jamaicano. Mudou de nome após se converter a o movimento Rastafari quando estava na prisão entre 1972 e 1974.
O artista já tocou no Brasil nas cidades de Belém do Pará, São Luís do Maranhão e Teresina no Piauí.

## Álbuns[1]
- 1978 : Haile I Hymn [Chapter 1] - Mango Records
- 1979 : Are We a Warrior - Mango Records
- 1983 : Tell It to the Children - Tree Roots
- 1984 : África - Tree Roots
- 1985 : Lilly of My Valley - Tree Roots
- 1995 : Live in Paris - Tree Roots
- 1996 : Sings Bob Marley - Com Four
- 2003 : Roots of Love - Melodie
- 2006 : Every knee - Kondie Awire

## Ligação externa
- Tributo a Ijahman (em inglês)